# Zespół żebra szyjnego

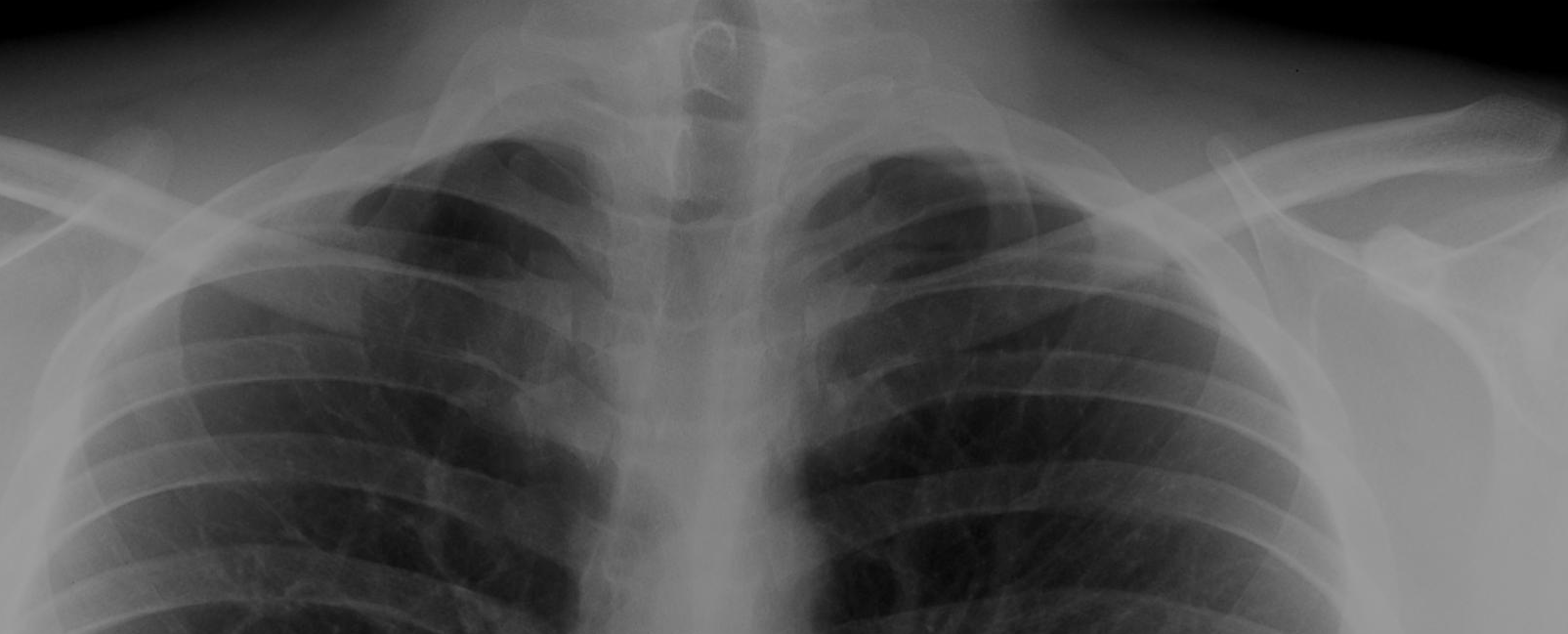
Radiogram zebra szyjnego

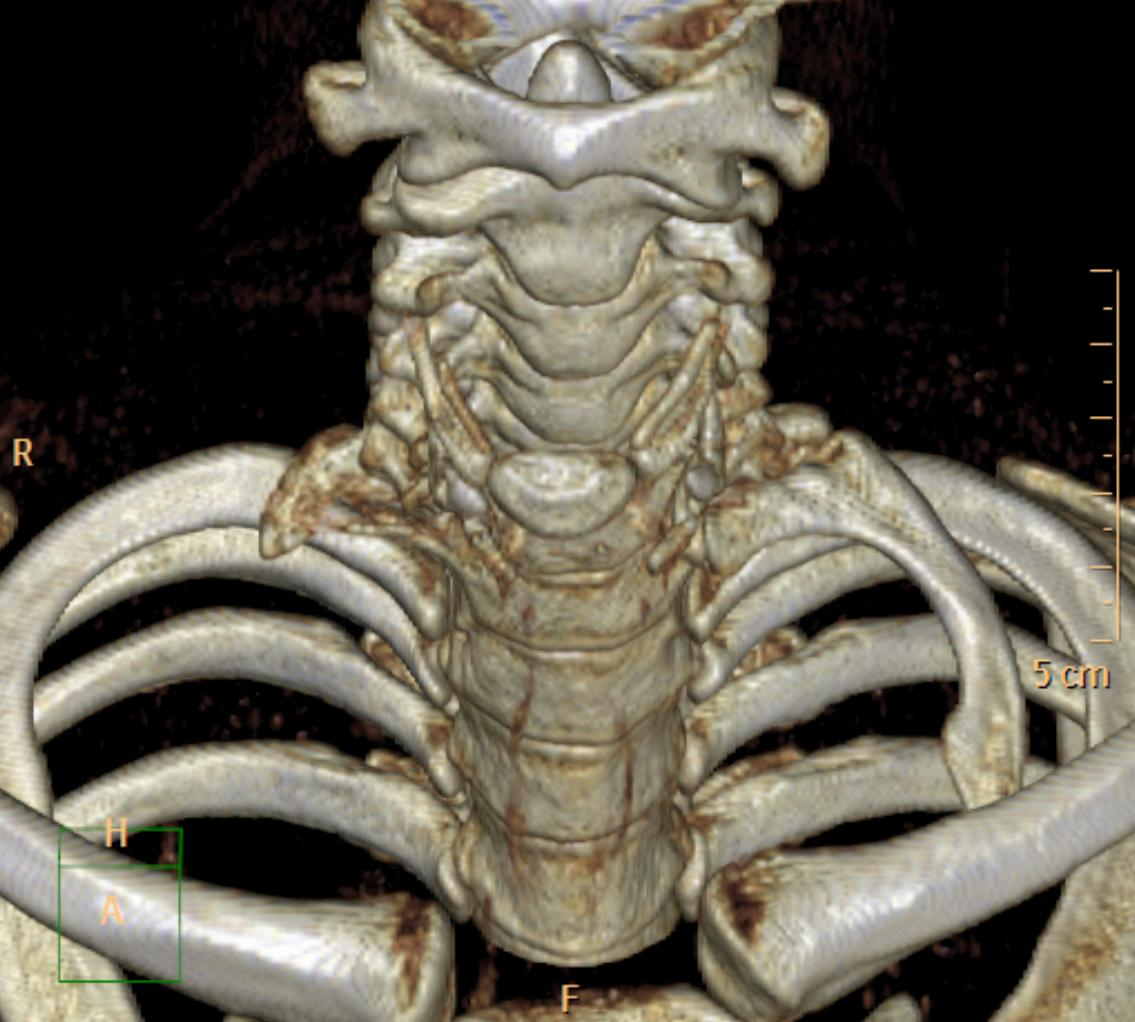
Rekonstrukcja TK 3D żebra szyjnego

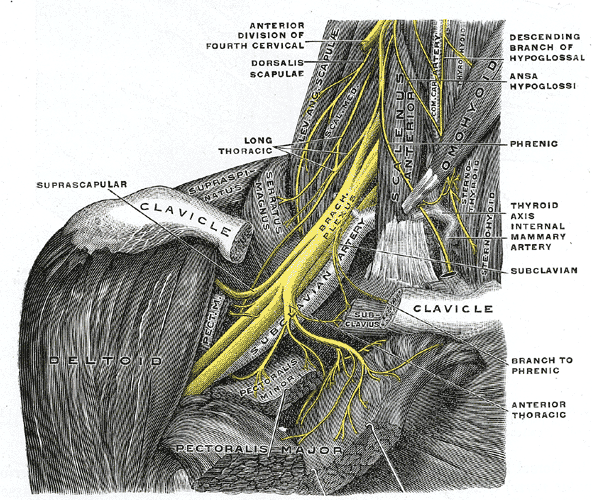
Widok prawego splotu barkowego tętnicy podobojczykowej. Clavicle – obojczyk, subclavian artery – tętnica podobojczykowa, brach. plexus – splot ramienny

Zespół żebra szyjnego (zespół Naffzigera) – zespół objawów spowodowanych stosunkowo rzadką wadą rozwojową, której częstość w populacji szacowana jest na ok. 1%, polegającą na obecności nieprawidłowego wyrostka kostnego (żebra dodatkowego) i ewentualnie jego połączenia z pierwszym żebrem zrostem kostnym lub włóknistym. Nieprawidłowa struktura może traumatyzować splot ramienny i (lub) tętnicę podobojczykową, dając objawy neuropatyczne i (lub) wynikające ze zmniejszonego przepływu krwi przez światło tętnicy. Są to: parestezje, ból zlokalizowany w okolicy dodatkowego żebra, zaniki mięśniowe, niedowład mięśni unerwianych przez nerwy wychodzące z urażanych części splotu. Leczenie polega na resekcji nieprawidłowego żebra wraz z okostną z dostępu nadobojczykowego.
Zgodnie z obecną nomenklaturą choroba powinna być nazywana zespołem górnego otworu klatki piersiowej.